# سالي (أنمي)
سالي ((باليابانية:  小公女(プリンセス)セーラ)؛ أي الأميرة سارة، (بالإنجليزية: Princess Sarah)) مسلسل رسوم متحركة ياباني (أنمي) ذو عمق إنساني. أنتجته استديوهات نيبون في عام 1985م، وسالي هو الاسم العربي للشخصية الرئيسية للمسلسل الكارتوني المُقتبس من الرواية الشهيرة للكاتبة فرانسيس هودسون برنيت تحت اسم «الأميرة الصغيرة» واسم الفتاة في الرواية هو سارة.

## القصة
تتحدث القصة عن فتاة من أب بريطاني تعيش في الهند وأم فرنسية درست في بريطانيا عندما كبرت في فترة 1885، ولكن مات والدها من حمى شديدة وأخبرها محامي والدها، أن والدها أعلن إفلاسه وأنه سوف يأخذ كل شيء وأخذتها مديرة المدرسة لتجعلها خادمة في مدرستها.
وبعد وقت طويل، وجدت صديق والدها الذي كان يبحث عنها منذ زمن وأخذت إرثها وإرث صديق والدها لأنه لايملك أطفالاً وعدها مثل ابنته.
قامت الكاتبة فرانسيس هودسون برنيت عام 1888 بنشر الرواية تحت عنوان «سارا كريو».
ثم أعيدت صياغتها في عام 1905 إلى عنوان «الأميرة الصغيرة»، التي حولت إلى مسلسل تلفزيوني بعنوان سالي ولاقت صدى كبيراً.
جرى بثّ العمل على نطاق واسع عالمياً وترجم إلى عدّة لغات منها الفرنسية والإيطالية والألمانية والبولندية والعربية والهندية والفلبينية والإسبانية.

## من رواية إلى مسلسل
أنتجت شركة نيبون أنيميشن المسلسل عام 1985، مقتبسًا عن رواية A Little Princess. ودُبلج إلى الألمانية والفرنسية والعربية.
يُعدّ هذا المسلسل الكارتوني من أنجح المسلسلات الكارتونية المدبلجة إلى العربية وذلك لاحتوائه على فكرة عميقة جداً وهي أن انتقال الإنسان من مرحلة الغنى إلى الفقر لا يعني نهاية العالم وأن الأمل والإيمان قادر على تحويل أسوأ الظروف إلى أجملها.

## القصة
في العام 1885م، تتبع القصة حكاية سالي كروي، فتاة شابة من أب ثري إنكليزي في الهند المنتدبة من قبل بريطانيا. تبدأ سالي بحضور الدروس في مدرسة داخلية ثانوية مخصصة للفتيات في لندن، حيث تتفوق في دراستها وتصبح محبوبة من قبل زميلاتها. تبدأ المأساة حين يُتوفى والدها وتضطر عائلتها لإعلان الإفلاس لتتحول إلى فتاة فقيرة يتيمة في ليلة وضحاها. تقوم الآنسة منشن، بالاستفادة من وضع سالي، وتجعلها خادمة في المدرسة، وتحوّل حياتها إلى جحيم. على أيّة حال، تقوم سالي بمساعدة صديقاتها وتحاول تجاوز الصعوبات، ويأتي الخلاص من محنتها في النهاية، لترث والدها وتعود إلى موقعها الطبيعي في المجتمع وتسامح كل من أساء إليها.

## الشخصيات
شخصيات المسلسل:

### سالي كروي

"سالي" في فترة عملها كخادمة.

أدت صوت الآنسة «سالي كروي» الممثلة إيمان هايل.
«سالي» فتاة صغيرة موهوبة عاشت مع والدها بعد وفاة والدتها فلاقت منه عناية وحنانا عوضها عن حنان أمها الراحلة. عاشت معه في الهند ثم ذهبت إلى لندن للدراسة هناك كما أراد والدها لها فسجلت في معهد لندني. وبعد مدة قصيرة من دخولها المعهد وجدت نفسها أمام حادث مأساوي وهو موت والدها وافلاسه. حيث أدى ذلك لتحويلها من فتاة غنية مدللة إلى فتاة حزينة خادمة يسخر منها الجميع. لكن صديق والدها الحميم السيد «كريس فورد» أنهى التسهيلات المالية وأصبحت «سالي» فتاة غنية من جديد وأخذت معها صديقتها الحميمة الخادمة «فيكي» لتعيش معها.

### إيميلي
دمية سالي وكانت قد رسمت لها صورة في مخيلتها في الهند وأسمتها ايميلي، وعلى أساس ذلك أخذت تبحث عن دمية بمواصفات محددة قالت لوالدها «كروي» أثناء البحث عنها أنها تعاهدت معها أن تلتقيا في سوقٍ من أسواق لندن وكانت ترفض جميع الدمى التي لا توافق صفاتها وكانت «سالي» تهتم بها وتعيرها اهتماما كبيرا لأنها هدية والدها لها وهي كل ما تبقى لها من والدها بعد أن أخذوا منها كل شيء. كانت «سالي» تكلمها وتعتبرها حقيقية وتشكي لها آلامها وأحزانها.

### فيكي
أدت صوت فيكي الممثلة منى سليمان.
خادمة في المعهد أصبحت صديقة «سالي» بعد دخولها المعهد حيث ساعدتها «سالي» عندما كانت غنية. وبعد أن أصبحت خادمة ساعدت «فيكي» «سالي» وأصبحتا صديقتين حيث حكمت عليهما الظروف بكونهما صديقتين تساعد الواحدة الأخرى حتى أن «سالي» تعلقت بها بعد أن أصبحت ثرية من جديد فأخذتها لكي تعيش معها في الهند.

### بيتر
أدى صوت بيتر الممثل نصر عناني.
الصبي الذي كان سائق عربة «سالي». بعد أن أصبحت «سالي» خادمة، صار صديقا لها يساعدها ويحمل عنها أمتعة التسوق الكثيرة التي كانت تكلف بحملها إلى المعهد. كان صديقا حقيقيا يساعد «سالي» في أحزانها وآلامها. أسرة «بيتر» فقيرة ووالده مريض.

### آرمنغارد
طالبة هادئة لكنها لم تكن متفوقة في الدراسة مما أدى إلى سخرية الزميلات منها. هي من أسرة ذكية لذلك كان أهلها يجبرونها على الدراسة والتحصيل العلمي العالي. ساعدتها «سالي» في دراستها عندما كانت غنية فأصبحت «أرمينغارد» صديقة «سالي» تساعدها وتعاونها حتى بعد أن أصبحت خادمة.

### لوتي
أدت صوت لوتي أمل دباس.
أصغر تلميذات المعهد. كانت كثيرة البكاء والإزعاج. ولم يكن يستطيع أحد ان يسيطر عليها. عطفت عليها «سالي» الصغيرة وعاملتها بلطف مما جعل «لوتي» تتعلق بها وتسميتها «ماما سالي».

### الآنسة منشن
أدت صوت الآنسة منشن الممثلة قمر الصفدي.
«ماريا منشن» المعروفة باسم «الآنسة منشن»، مديرة المعهد، قاسية جدا، لا تحتمل المزاح، دائمة القلق على سمعة المعهد وعلى وضعها المادي، لذا فإنها ترتب لـ«سالي» احتفالا كبيرا بمناسبة عيد مولدها يكلفها الكثير من المال لأجل دعم معهدها من قبل والد «سالي» وبعد وصول نبأ وفاة السيد «كروي» تحس «الآنسة منشن» أنها فقدت كثيرا من المال فتستخدم «سالي» كخادمة في المعهد ولا تعطيها حاجتها الكافية من الطعام واللباس وتقسو عليها دائما، ورغم كل ذلك بقيت «سالي» الفتاة المتمردة على «الآنسة منشن» وهي الأخت الكبرى لـ«إيميليا». دللت التلميذة «لافينيا» لأنها أصبحت أغنى تلميذة من التلميذات بعد «سالي». واعتبرتها الأمل الوحيد للمعهد ليبقى على مستواه.

### الآنسة إيميليا
أدت صوت إيميليا أمل دباس.
إحدى معلمات المعهد، شقيقة «الآنسة منشن» لكنها عكس أختها فهي لطيفة وحنونة تساعد «سالي» وتحبها وتحاول أن تدافع عنها عندما توبخها «الآنسة منشن».

### لافينيا
أدت صوت لافينيا الممثلة ريم سعادة.
طالبة حاقدة حاسدة أنانية ومغرورة، تغار من «سالي» لأنها كانت أجمل وأذكى وأغنى منها. عانت «سالي» بسببها الجوع والبرد والألم ولكنها كانت تقابل ذلك بالصبر والحب. عاملت سالي بقسوة وشقاء.

### جيمس
أدى صوت شخصية جميس الممثل محمد حلمي.
هو طباخ المدرسة، كان يعامل «سالي» بقسوة عندما افتقرت بأمر من «الآنسة مينشن».

### توماس كريسفورس
عجوز مريض وهو شريك والد «سالي» في العمل وصديقه المقرب مجهول الهوية رأت «سالي» قطع أثاث هندية في آثاث بيته فعرفت أنه قادم من الهند كان دائم البحث عن «سالي» وعندما وجدها أعطاها ثروتها من حصتها في أسهمه مع والدها وجعلها وريثته بعد وفاته ثم سافر معها إلى الهند.

### الأستاذ دوفاكش
أستاذ اللغة الفرنسية بالمعهد، يلاحظ تفوق «سالي» الكبير في اللغة الفرنسية، يساعدها دائما حتى بعد أن تصبح خادمة ويرسل لها الكتب لتحسين لغتها، لكنه يطرد من المعهد بعد أن اشتكت «لافينيا» للآنسة «منشن» بأنه يفضل «سالي» عليها رغم أنها خادمة.

## وصلات خارجية
- سالي على موقع IMDb (الإنجليزية)
- سالي على موقع كينوبويسك (الروسية)
- سالي على موقع ألو سيني (الفرنسية)
- سالي على موقع قاعدة بيانات الفيلم (الإنجليزية)
- سالي على موقع ANN anime (الإنجليزية)

 (بالإنجليزية)
- Princesse Sarah، على قاعدة بيانات الأفلام على الإنترنت (بالإنكليزية)